# Emma Caulfield
Emma M. Chukker (født 8. april 1973) er en amerikansk skuespillerinde, som er bedst kendt for sin rolle som eksdæmonen Anya i Buffy - Vampyrernes Skræk og for sin rolle som Susan Keats i tv-serien Beverly Hills 90210. 

## Biografi

### Opvækst
Chukker er født den 8. april 1973 i San Diego, Californien, USA som datter af en professionel sangerinde. Chukkers skuespillerkarriere begyndte tidligt. Mens hun gik i high school, studerede hun drama og havde roller i skuespil i det lokale "La Jolla Playhouse" og "Old Globe Theatre". Hendes talent inde for skuespil, var hurtigt blevet opdaget af hendes teaterkolleger, som gav hende "Excellence in Theatre Arts"-prisen. Efter sin dimission fra high school, gik hun på  "San Francisco State University" og UCLA for at studere psykologi.
 Men hendes drøm om at blive skuespiller, blev ved med at være der. Efter at have afsluttet college rejste hun til "The American School in Switzerland" (TASIS) i London, England, for at studere drama.

### Karriere
Chukkers første store rolle var som Brandon Walshs kæreste, Susan Keats, i Beverly Hills 90210 i 1995. Hun medvirkede i 30 episoder, inden hun igen forlod serien i 1996. I 1998 fik Chukker sin mest kendte rolle, som Anya Jenkins i WBs tv-hit Buffy – Vampyrernes Skræk. Oprindeligt skulle hendes karakter kun være med i nogle få episoder, men hun passede så godt til rollen at Buffy-forfatteren Joss Whedon, besluttede at lade hende blive i serien. 
I 2003, fik Chukker sin første hovedrolle, i horrorfilmen Darkness Falls, som blev nummer 1 i billetindtægter i det år. I 2004 var hun med i tv-serien Detektiv Monk, som Meredith Preminger i episoden Mr. Monk and the Girl Who Cried Wolf. Chukker var også med i satiren Bandwagon, hvor hun spiller en fiktiv og meget ucharmerende version af sig selv, som en arrogant skuespillerinde, hvis karriere hænger i en tynd tråd. Filmen var skrevet og instrueret af Chukkers tætte ven og medskuespiller Karri Bowman. Den blev vist ved flere filmfestivaler, men blev aldrig et stort hit. Flere skuespillere fra Buffy havde cameoroller i filmen.
Chukker sagde nej til rollerne som henholdsvis Six og Starbuck i Battlestar Galactica, en beslutning hun senere har fortrudt.

### Privat
Chukker var kort gift før hendes skuespillerkarriere gik i gang. 

I dag spiller hun stadig skuespil, men i følge hende selv, vil hun ikke gøre det resten af sit liv. Med en grad i psykologi, overvejer Chukker andre karrieremuligheder, når hun er færdig i Hollywood.
I 2007 indgik Chukker i kampagnen til den republikanske kongresmand Ron Paul for præsidentvalget i 2008. Men den 22. marts 2008 meldte hun ud på sin MySpace-blog, at hun nu vil stemme på Barack Obama. Chukker følger regelmæssigt op på sin blog, hvor hun udtrykker sine politiske holdninger.

### Trivia
- Hun var nr. 86 på listen over verdens mest sexede kvinder i 2002.
- Hun var nr. 98 på listen over verdens 100 mest sexede kvinder i 2003.
- Er gode venner med og har stadig kontakt med Buffy-kollegerne Alyson Hannigan, Anthony Head og Tom Lenk.
- Var med til Alyson Hannigan og Alexis Denisofs bryllup.
- Er 1.65 m høj.

## Filmografi
| År        | Titel                            | Rolle                | Bemærkninger                                   |
| --------- | -------------------------------- | -------------------- | ---------------------------------------------- |
| 1994      | Burke's Law                      | Beth                 | Episoden: Who Killed the Beauty Queen?         |
| 1994      | Saved by the Bell: The New Class | Sygeplejerske Brady  | Episoden: Blood Money                          |
| 1994      | Renegade                         | Cindy Moran          | Episoden: Teen Angel                           |
| 1995      | Weird Science                    | Phoebe Hale          | Episoden: What Genie?                          |
| 1995-1996 | Beverly Hills, 90210             | Susan Keats          | 30 episoder i serien                           |
| 1995-1997 | Silk Stalkings                   | Kate Donner          | 2 episoder i serien                            |
| 1996-1997 | General Hospital                 | Lorraine Miller      | Tv-serie                                       |
| 1998      | Nash Bridges                     | Reporter             | Episoden: Live Shot                            |
| 1998-2003 | Buffy - Vampyrernes Skræk        | Anya                 | 85 episoder i serien                           |
| 2003      | Darkness Falls                   | Caitlin Greene       |                                                |
| 2004      | I Want to Marry Ryan Banks       | Charlie Norton       | Tv-film                                        |
| 2004      | Bandwagon                        | Sig selv             |                                                |
| 2004      | Detektiv Monk                    | Meredith Preminger   | Episoden: Mr. Monk and the Girl Who Cried Wolf |
| 2006      | In Her Mother's Footsteps        | Kate Nolan           | Tv-film                                        |
| 2006-2007 | Robot Chicken                    | Jadis den Hvide Heks | 3 episoder i serien                            |
| 2007      | Hollow                           | Sarah                |                                                |
| 2007      | A Valentine Carol                | Ally Simms           | Tv-film                                        |
| 2008      | TiMER                            | Oona                 | Post-produktion                                |
| 2009      | Why Am I Doing This?             | Amber                | Post-produktion                                |

### Awards & nomineringer
Academy of Science Fiction, Fantasy & Horror Films
- 2003: Vandt: "Cinescape Genre Face of the Future Award Female" for: Darkness Falls også for Buffy the Vampire Slayer

Beverly Hills Film Festival
- 2007: Vandt: "Jury Award Best Actress – Short Film" for: Hollow

Satellite Awards
- 2003: Nomineret: "Golden Satellite Award Best Performance by an Actress in a Supporting Role in a Series, Drama" for: Buffy the Vampire Slayer

Sydney Film Festival
- 2007: Vandt: "Audience Award Performance by an Actress in a Leading Role" for: Hollow